# Distretto di Burgas
Il distretto di Burgas (in bulgaro Област Бургас?) è uno dei 28 distretti della Bulgaria situata nella parte sud-orientale del paese e affacciata sul Mar Nero.
Il capoluogo è la città di Burgas, è il secondo distretto del paese in termini di superficie e il quarto in termini di abitanti.

## Comuni
Il distretto è diviso in 13 comuni:
| Comune        | Bulgaro       | Pop.    |
| ------------- | ------------- | ------- |
| Ajtos         | Айтос         | 35 788  |
| Burgas        | Бургас        | 230 450 |
| Carevo        | Царево        | 9 611   |
| Kameno        | Камено        | 12 652  |
| Karnobat      | Карнобат      | 29 810  |
| Malko Tărnovo | Малко Търново | 3 876   |
| Nesebăr       | Несебър       | 21 956  |
| Pomorie       | Поморие       | 28 760  |
| Primorsko     | Приморско     | 6 714   |
| Ruen          | Руен          | 36 106  |
| Sozopol       | Созопол       | 13 571  |
| Sredec        | Средец        | 14 960  |
| Sungurlare    | Сунгурларе    | 14 243  |